# Les Œufs de l'autruche (film)
Pour la pièce de théâtre, voir Les Œufs de l'autruche.
Pour plus de détails, voir Fiche technique et Distribution.
Les Œufs de l'autruche est un film français de Denys de La Patellière sorti en 1957.
Il est tiré de la pièce de théâtre homonyme d'André Roussin créée en 1948.

## Synopsis
Hippolyte Barjus fait l'autruche en refusant de voir les réalités de sa famille : ses fils (les œufs dont il est question dans le titre) ne se comportent pas comme il faut selon son étroite morale bourgeoise. En effet, l'un est homosexuel et passionné de mode féminine et l'autre se fait entretenir par une richissime veuve japonaise qui ne sait que faire de son argent ! Forcé de voir la situation, il se met en colère. Face à cette réaction, sa femme menace de le quitter. Lorsque son fils gagne un concours de confection, succès qui lui attire l'attention du milieu de la haute couture et lui permet de fonder son atelier de mode avec l'aide financière de la japonaise, Barjus finit par accepter ses enfants comme ils sont.

## Fiche technique
- Titre français : Les Œufs de l'autruche
- Réalisation : Denys de La Patellière
- Scénario : Denys de La Patellière, Frédéric Grendel et Shervan Sidery d'après la pièce éponyme d'André Roussin
- Photographie : Pierre Petit
- Montage : Robert et Monique Isnardon
- Son : Raymond Gauguier
- Musique : Henri Sauguet
- Production : Maurice Teyssier
- Société de production : Vauban Productions
- Pays d'origine :  France
- Format :  Noir et blanc - 35 mm - Son mono
- Genre : Comédie
- Durée : 82 minutes
- Date de sortie : 
  - France : 30 août 1957

## Distribution
- Pierre Fresnay : Hippolyte Barjus
- Simone Renant : Thérèse Barjus
- Georges Poujouly : Roger Barjus
- Mady Berry : Leonie
- Paul Mercey : le barman bavard
- Yōko Tani : Yoko
- Guy Bertil : le journaliste
- André Roussin : Henri
- Marguerite Pierry : Mme Grombert
- François Chaumette : M. Marlatier, un invité de la nuit de la couture (non crédité)
- Jacqueline Doyen (non crédité)